# Wolfsdriesgroeve

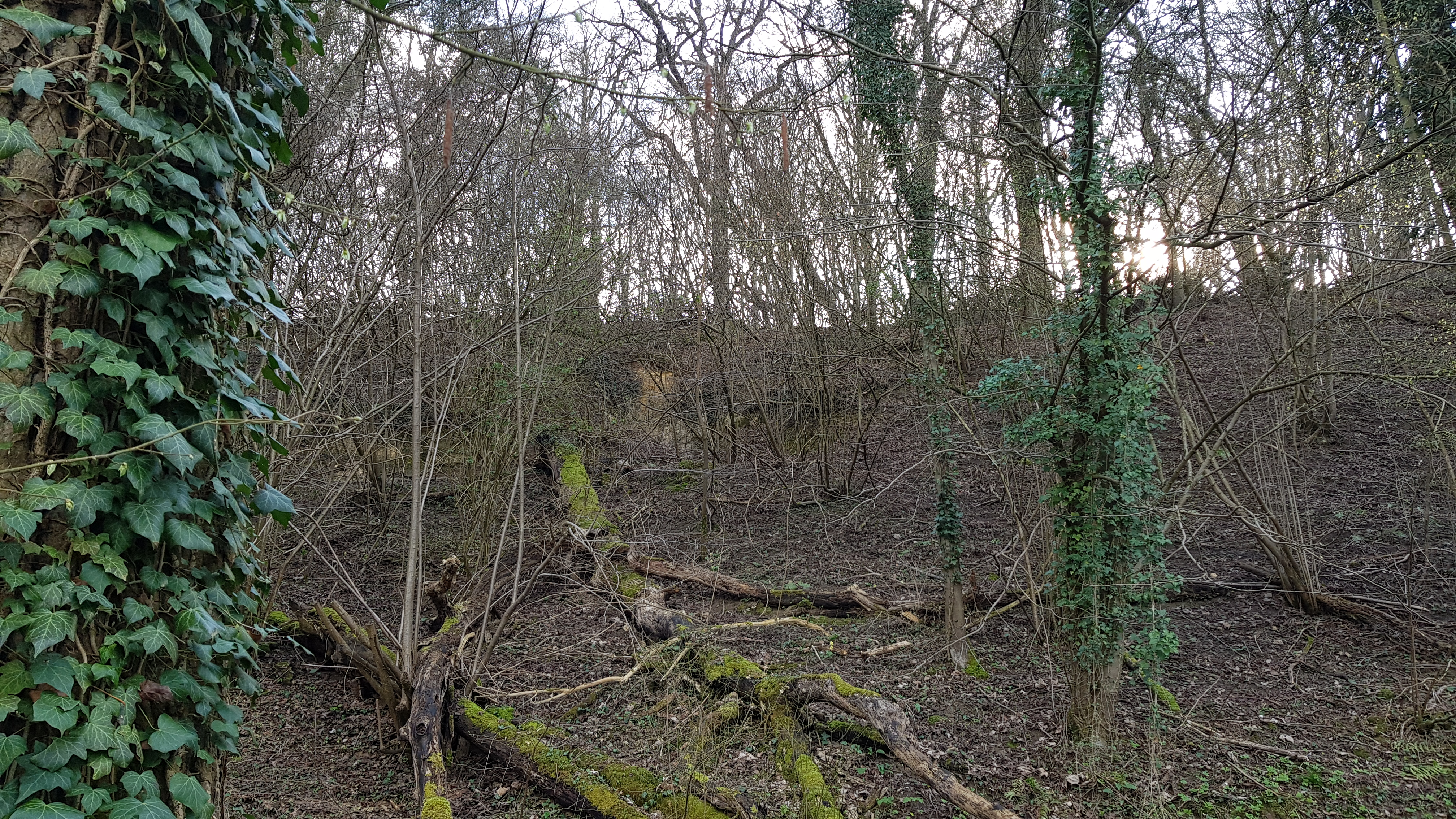
Wolfsdriesgroeve

De Wolfsdriesgroeve of Wolfdriesgroeve is een Limburgse mergelgroeve in de Nederlandse gemeente Valkenburg aan de Geul in Zuid-Limburg. De ondergrondse groeve ligt ten oosten van Geulhem in het hellingbos Bergse Heide op de noordelijke rand van het Plateau van Margraten in de overgang naar het Geuldal. Ter plaatse duikt het plateau een aantal meter steil naar beneden.
Op ongeveer 530 meter naar het oosten ligt de Viltergroeve, op ongeveer 350 meter naar het zuidoosten ligt de Meertensgroeve en op ongeveer 280 meter naar het westen ligt de Kloostergroeve.

## Geschiedenis
In de late middeleeuwen werd de groeve ontgonnen door blokbrekers.

## Groeve
De Wolfsdriesgroeve heeft een gang van vijf meter lang. De groeve heeft een oppervlakte van 131,96 vierkante meter en een ganglengte van 18,9 strekkende meter.
De beheerder van de groeve is Het Limburgs Landschap.